# Baratili San Pietro
Baratili San Pietro (sardinski: Boàtiri) je grad i općina (comune) u pokrajini Oristanu u regiji Sardiniji, Italija. Nalazi se na nadmorskoj visini od 11 metar i ima 1 312 stanovnika.
 Prostire se na 6,10 km2. Gustoća naseljenosti je 215 st/km2.
Susjedne općine su: Nurachi, Oristano, Riola Sardo, San Vero Milis i Zeddiani.